# Carl Friedrich Wilhelm Wehmer
Carl Friedrich Wilhelm Wehmer (1858-1935) fue un botánico y micólogo alemán.

## Algunas publicaciones
- 1911. Die Pflanzenstoffe botanisch-systematisch bearbeitet. Chemische Bestandteile und Zusammensetzung der einzelnen Pflanzenarten, Rohstoffe und Produkte, Phanerogamen. Editor G. Fischer, 938 pp.

- 1901. Die Pilzgattung Aspergillus in morphologischer, physiologischer und systematischer Beziehung unter besonderer Berücksichtigung der Mitteleuropäischen Species. Volumen 23, Parte 2, N.º 4 de Mémoires de la Société de physique et d'histoire naturelle de Genève. 157 pp.

- 1886. Die Bildung von Lävulinsäure, ein Kennzeichen der Glykosen und ein Beweis für die Gegenwart eines"echten" Kohlenhydrats. Inaugural-Dissertation. Editor Buchdruckerverein d. Prov. Hannover, 54 pp.

- La abreviatura «Wehmer» se emplea para indicar a Carl Friedrich Wilhelm Wehmer como autoridad en la descripción y clasificación científica de los vegetales.[2]

Publicaba sus identificaciones y clasificaciones de nuevas especies, habitualmente en : Pflanzenstoffe, Umbelliferae World.